# 室女宮

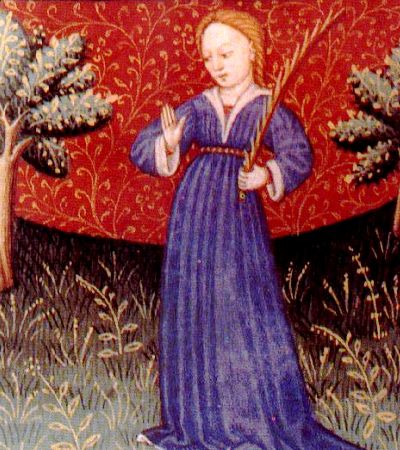
代表處女宮的處女形象

處女宮，又稱室女宮，是黃道十二宮中的第六宮，對應天文學中的處女座，在太陽運行至處女宮位置時候出生的人，都屬於處女宮，這段時間為處暑後至秋分點前，約是每年8/23~9/22，在西方占星學中，處女宮蘊含處女的概念，屬於土象、陰性的變動星宮。另外，處女宮受水星、智神星所管轄。而在密宗占星學中，處女宮的神秘守護星為月亮，層次守護星為木星，婚神星是室女宮的擢升守護星。

## 神話

處女宮的標誌

在西方希臘神話中，處女宮的典故是描述大神宙斯與忒彌斯所誕下的女兒阿斯特莉亞。阿斯特莉亞的身份是正義女神，在她旁邊的天秤亦是象徵其正義的佐證之一。她以其智慧管治這個世界，當人類完全失去人性的時候，她會感到厭惡並回歸於天上。
處女宮的另一形象是掌管大地與守護婚姻的女神得墨忒耳的女兒珀耳塞福涅。珀耳塞福涅是象徵純真與潔淨的女神，後來更在冥王哈得斯的強行攫奪下成為了冥界的皇后。處女宮的標誌代表著一個手執麥穗的處女。

## 處女宮的相關文化
| 相關事物 | 處女宮代表物                                      |
| -------- | ------------------------------------------------- |
| 誕生石   | 藍寶石                                            |
| 顏色     | 海軍藍、綠色                                      |
| 金屬     | 水銀                                              |
| 國家     | 地中海東部： 希臘、克里特、土耳其、塞浦路斯及巴西 |

處女宮符號為♍，代表麥穗或女性的外生殖器。處女宮亦代表人的腸臟及青年後期（獅子宮代表自信心旺盛的青年前期；處女宮則代表之後更成熟沉穩的時期），意象為秋收前種滿整齊作物的莊稼。

### 符號編碼
處女宮符號編碼記載於雜項符號。
- U+264D ♍ VIRGO

## 備註
1. ↑  .   [2008-05-08]. （原始内容存档于2008-05-06）.
2. ↑  傑夫·馬約：《Teach Yourself Astrology》頁38至41，倫敦：Hodder and Stoughton，1979年。
3. ↑  .   [2008-05-08]. （原始内容存档于2008-05-11）.

## 外部連結
- （英文）Elore：處女宮（页面存档备份，存于）
- （英文）線上星相：處女宮（页面存档备份，存于）
- （英文）深入研究處女宮（页面存档备份，存于）
- （英文）處女座的孩子（页面存档备份，存于）